# Chryzostom
Chryzostom – imię męskie pochodzenia greckiego (χρυσόστομος, chrysostomos – "Złotousty").

## W innych językach
- język angielski – Chrysostom
- język włoski – Grisostomo
- język rosyjski – Chrisostom

## Znane osoby noszące imię Chryzostom
- Jan Chryzostom – święty
- Chryzostom – grecki duchowny prawosławny
- Chryzostom – cypryjski duchowny prawosławny
- Jan Chryzostom Pasek – pamiętnikarz
- Jan Chryzostom Zachariasiewicz – pisarz